# Thành Tín
Thành Tín (tiếng Trung: 成信; 1688 – 1758) là một hoàng thân của nhà Thanh trong lịch sử Trung Quốc, người thừa kế 1 trong 12 tước vị Thiết mạo tử vương.

## Cuộc đời[1]
Thành Tín được sinh ra vào giờ Mẹo, ngày 17 tháng 8 (âm lịch) năm Khang Hi thứ 27 (1688), trong gia tộc Ái Tân Giác La. Ông là con trai thứ hai của Hiển Mật Thân vương Đan Trăn, và là anh trai cùng cha khác mẹ của Hiển Cẩn Thân vương Diễn Hoàng. Mẹ ông là Thứ Phúc tấn Hạ Giai thị (夏佳氏).
Năm Khang Hi thứ 47 (1708), tháng 4, qua khảo phong, ông được phong tước Phụng quốc Tướng quân (奉國將軍). Năm thứ 55 (1716), tháng giêng, nhậm Tam đẳng Thị vệ. Năm thứ 58 (1719), tháng 5, thăng Đầu đẳng Thị vệ. Tuy nhiên, đến tháng giêng năm Ung Chính nguyên niên (1723), ông bị cách chức Thị vệ. Năm thứ 6 (1728), tháng 8, nhậm Tông học Phó quản (宗學副管). Đến năm Càn Long thứ 17 (1752), tháng 7, ông xin cáo chức.
Năm thứ 23 (1758), ngày 5 tháng 8 (âm lịch), giờ Hợi, ông qua đời, thọ 71 tuổi. Năm thứ 43 (1778), tháng 7, vì con trai út của ông là Vĩnh Tích được thừa kế Đại tông Túc vương phủ, nên ông được phong truy phong làm Túc Thân vương (肅親王).

## Gia quyến

### Thê thiếp
- Nguyên phối: Phú Sát thị (富察氏), con gái của Đầu đẳng Thị vệ Tích Lạp Bố (積拉布).
- Kế thất: Nạp Lan thị (納喇氏), con gái của Nam Thất Thập Thất (男七十七).
- Tam Kế thất: Tất Lộc thị (畢祿氏), con gái của Dung Tam (墉三).
- Trắc Phúc tấn: Bàng Giai thị (龐佳氏), con gái của Bát Thập (八十).
- Thứ Phúc tấn:
  - Lý Giai thị (李佳氏), con gái của Lý Phái (李沛).
  - Lư Giai thị (盧佳氏), con gái của Lư Phương (盧鳳).
  - Mã Giai thị (馬佳氏), con gái của Mã Đồ (馬圖).

### Hậu duệ

#### Con trai
1. Vĩnh Khôi (永魁; 1706 – 1713), mẹ là Thứ Phúc tấn Lư Giai thị. Chết yểu.
2. Vĩnh Tuấn (永俊; 1706 – 1763), mẹ là Thứ Phúc tấn Mã Giai thị. Được phong làm Phụng ân Tướng quân (奉恩將軍). Có 13 con trai.
3. Vĩnh Kiệt (永傑; 1710 – 1763), mẹ là Thứ Phúc tấn Mã Giai thị. Làm tới chức Phó Đô thống (副都统). Có 6 con trai.
4. Vĩnh Hằng (永恒; 1732 – 1792), mẹ là Thứ Phúc tấn Lý Giai thị. Có 2 con trai.
5. Vĩnh Tích (永錫; 1753 – 1821), mẹ là Trắc Phúc tấn Bàng Giai thị. Năm 1778 được thế tập tước vị Túc Thân vương. Sau khi qua đời được truy thụy Túc Cung Thân vương (肃恭親王). Có 10 con trai.

#### Con gái
1. Trưởng nữ (1709 – 1770), mẹ là Thứ Phúc tấn Lư Giai thị. Năm 1733 hạ giá lấy Tam đẳng công Triệu Đức (兆德) của Qua Nhĩ Giai thị.
2. Thứ nữ (1709 – 1777), mẹ là Kế Phúc tấn Nạp Lan thị. Năm 1729 hạ giá lấy A Nhĩ Mục (阿爾穆) của Quách Lạc La thị.
3. Tam nữ (1720 – 1795), mẹ là Thứ Phúc tấn Lý Giai thị. Năm 1734 hạ giá lấy Giới Lộc (介祿) của Đông Giai thị.
4. Tứ nữ (1730 – 1799), mẹ là Thứ Phúc tấn Lư Giai thị. Năm 1747 hạ giá lấy Phú Cương (富綱) của Phú Sát thị.
5. Ngũ nữ (1733 – 1734), mẹ là Thứ Phúc tấn Mã Giai thị. Chết yểu.
6. Lục nữ (1737 - ?), mẹ là Trắc Phúc tấn Bàng Giai thị. Hạ giá lấy Xa Đức Bố (車德布) của Tây Bá Đặc thị.